# Швидкісний трамвай Балтимора

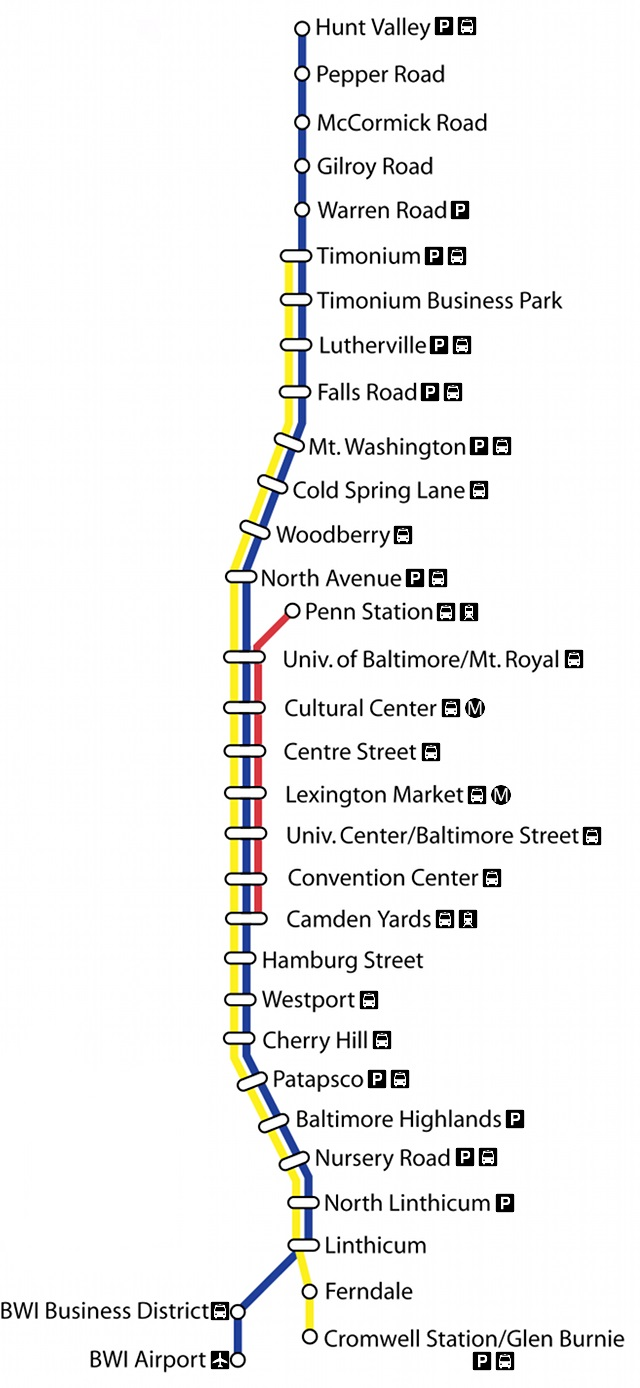
Мапа мережі

Швидкісний трамвай Балтимора (англ. Baltimore Light RailLink) — система ліній легкорейкового транспорту в місті Балтимор, Меріленд, США. Разом з лінією метрополітену створюють основу рейкового громадського транспорту міста.

## Історія
У середині 1960-х років почалося проектування метрополітену що мав обслуговувати Балтиморську агломерацію. Спочатку планувалося спорудження шести ліній класичного метро, але коли приступили до будівельних робіт на перші лінії з'ясувалося що витрати на будівництво всієї системи будуть непомірними. Збудувати вдалося лише одну лінію відкриту в 1983 році, і то у скороченому вигляді. Далі перед міською владою повстало питання як далі покращити систему громадського транспорту міста. Наприкінці 1980-х вихід був знайдений в ідеї будівництва ліній ЛРТ, значно дешевших у спорудженні та обслуговуванні за метро. Основна частина системи була відкрита у 1992-93 роках, надалі були лише невеликі розширення. Спочатку щоб зекономити кошти та швидко відкривати нові ділянки, система будувалася в одноколійному вигляді з роз'їздами через декілька станцій. В подальшій експлуатації це викликало незручності, через неможливість зменшити інтервали руху. У 2004–2006 роках була проведена реконструкція, на більшості маршруту була добудована друга колія. Хоча і зараз найвіддаленіша від центру міста частина ліній працює в одноколійному варіанті.

### Хронологія розвитку
- 3 квітня 1992 — відкриття початкової ділянки «Timonium» — «Camden Yards».
- 30 серпня 1992 — розширення на 4 станції на південь, ділянка «Camden Yards» — «Patapsco Avenue».
- 2 квітня 1993 — розширення на 4 станції на південь, ділянка «Patapsco Avenue» — «Linthicum».
- 20 червня 1993 — відкриття відгалуження від «Linthicum» до станції «Cromwell» у передмісті Глен-Берні.
- 9 вересня 1997 — розширення на південь з 5 станцій, ділянка «Timonium» — «Hunt Valley».
- 6 грудня 1997 — відкриття відгалуження від «University of Baltimore» до станції «Penn» біля залізничного вокзалу.
- 6 грудня 1997 — відкриття відгалуження до Міжнародного аеропорту.

## Лінії
Система складається з основної лінії північ-південь яка є спільною для всіх маршрутів. Іноді маршрути на мапах позначаються кольором, але якихось офіційно затверджених кольорів немає. Всього в системі 33 станції.
На півночі лінія починається на станції «Hunt Valley» та прямує на південь в центр міста. Від станції «Mt. Royal|/University of Baltimore/MICA» що знаходиться поблизу Балтиморського університету існує відгалуження з однієї станції до Головного залізничного вокзалу міста. Далі лінія прямує центральними вулицями міста аж до станції «Linthicum» у південному передмісті де розходиться у різні боки. Частина потягів прямують до Міжнародного аеропорту міста, інші до станції «Cromwell» у передмісті Глен-Берні.
Прямих пересадок на станції Балтиморського метрополітену з системи ЛРТ немає, але поблизу станцій «Cultural Center/State Center» та «Lexington Market» у кроковій досяжності знаходяться станції метро.

## Режим роботи
Працює по буднях з 3:30 до 1:30, у суботу з 4:15 до 1:15 та у неділю з 10:00 до 22:00. Інтервал руху на лініях складає 20-30 хвилин, але через те що по основній частині системи курсують потяги всіх ліній, на більшості станцій чекати потяга не доведеться понад 10 хвилин.

## Галерея

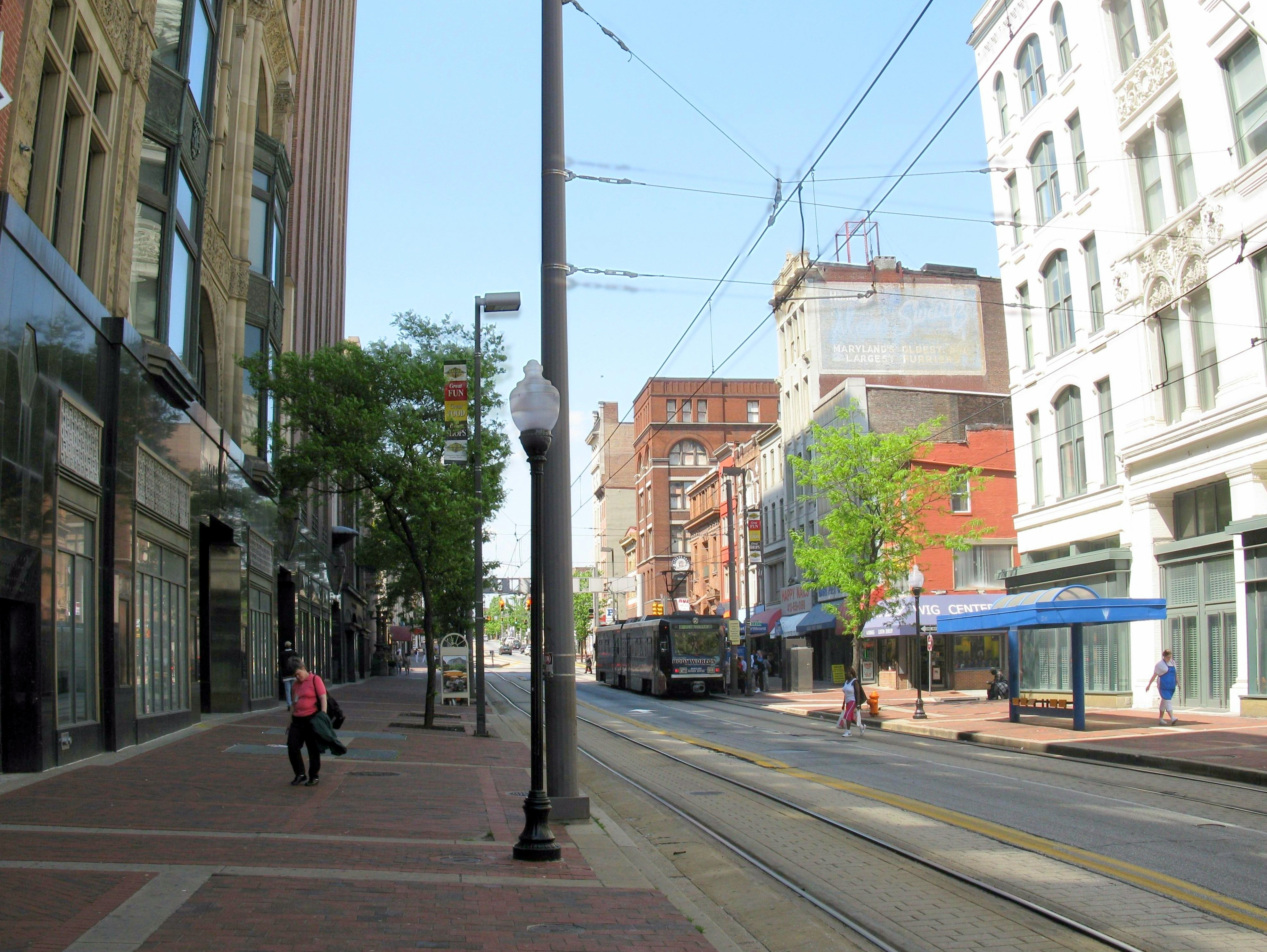
Лінія в центрі міста
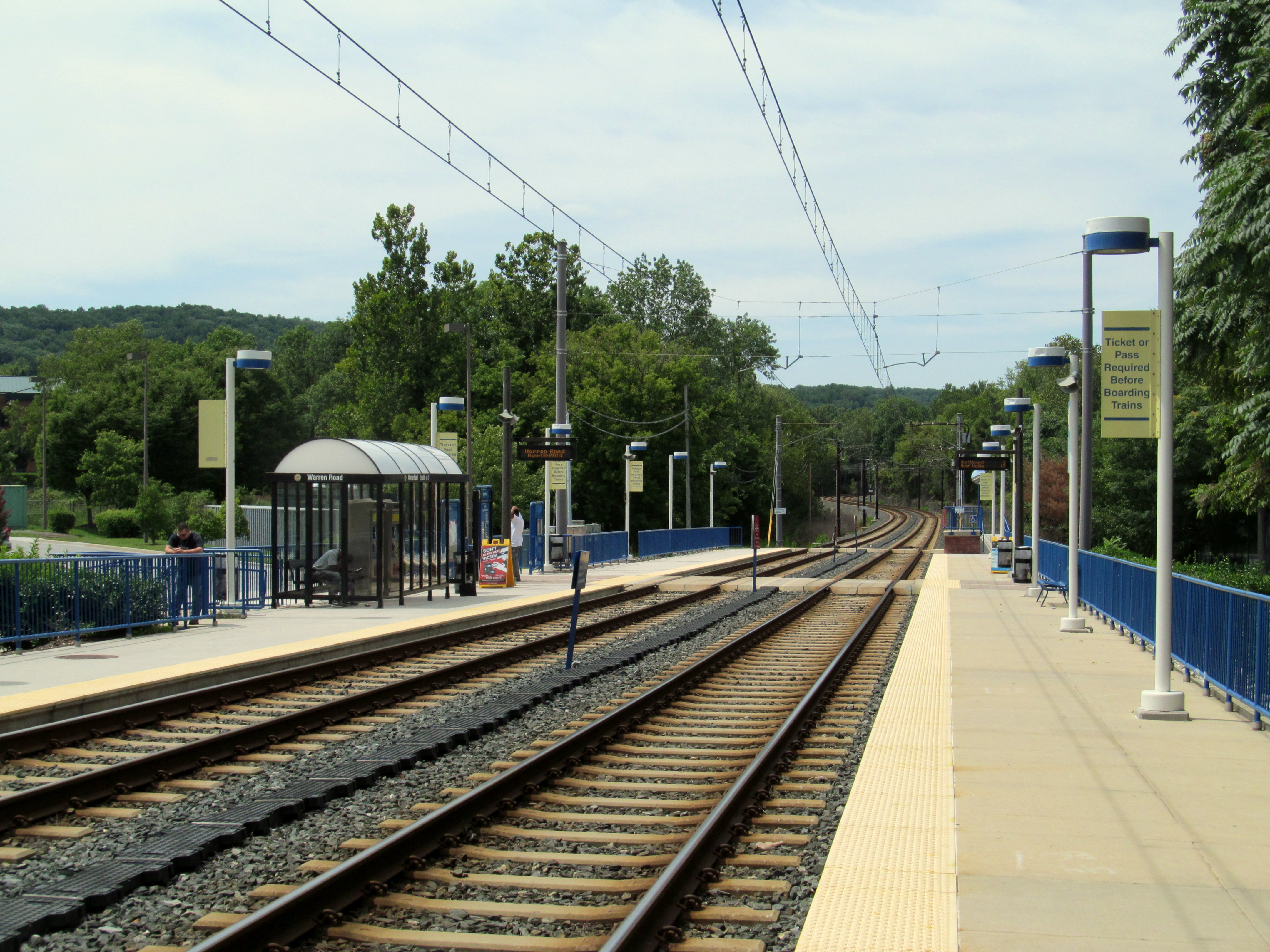
Станція «Warren Road» у північних передмістях Балтимора
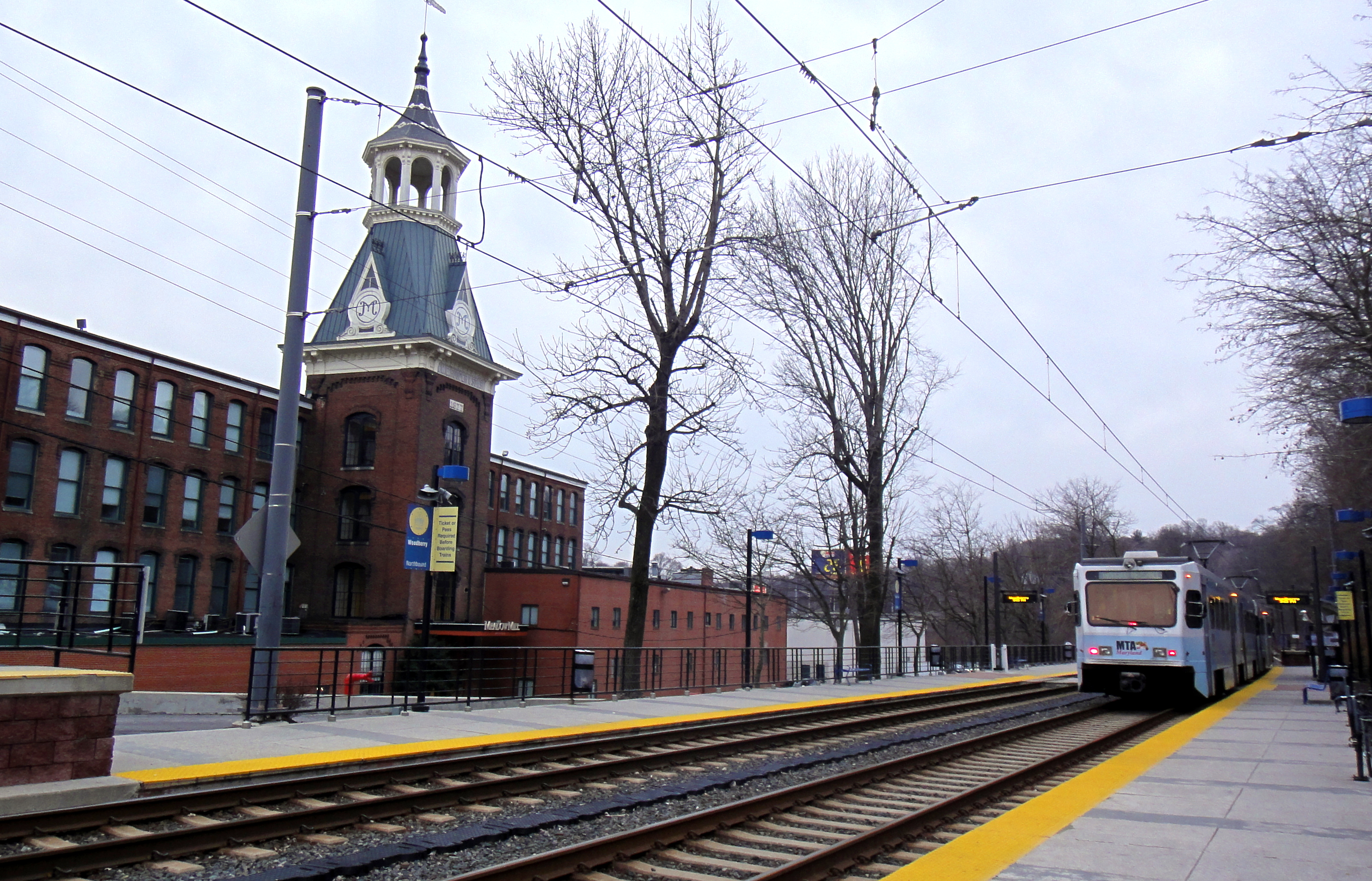
Потяг біля станції «Woodberry»